# Лукас Бійкер
Лукас Бійкер (нід. Lucas Bijker, нар. 4 березня 1993, Сан-Пауло, Бразилія) — нідерландський футболіст, фланговий захисник бельгійського клубу «Мехелен».

## Ігрова кар'єра

### Клубна
Лукас Бійкер народився у бразильському місті Сан-Паулу. Але футболом почав займатися у Нідерландах. Де з десятирічного віку грав у дитячих та юнацьких командах клубу «Камбюр». З 2011 року Бійкера почали залучати до ігор дорослої команди «Камбюра». У клубі Лукас провів чотири сезони, після чого ще два сезони грав у нідерландському чемпіонаті у клубі «Геренвен».
У серпні 2017 року Бійкер підписав трирічний контракт з клубом іспанської Сегунди «Кадісом».
Та за рік Бійкер покинув Іспанію і приєднався до складу бельгійського «Мехелена».

### Збірна
У період з 2011 по 2013 роки Лукас Бійкер зіграв кілька матчів у складі юнацьких збірних Нідерландів. Та дві гри за молодіжну збірну Нідерландів.

## Особисте життя
У липні 2013 року Лукаса Бійкера було засуджено до 20-ти годин громадської праці за жорстоке переслідування двох молодих жінок та колишнього товариша по команді.

## Досягнення
Камбюр
- Переможець Еерстедивізі: 2012/13

Мехелен
- Переможець Кубка Бельгії: 2018/19[5]